# Чабано
Чабано (груз. ჩაბანო) — село в Грузії.
За даними перепису населення 2014 року в селі проживає 174 особи.